# Талих, Вацлав
Ва́цлав Та́лих (чеш. Václav Talich; 28 мая 1883[…], Кромержиж, Южноморавский край[…] — 16 марта 1961[…], Бероун, Среднечешский край[…]) — чешский дирижёр, скрипач, аранжировжик, педагог. Народный артист Чехословакии (1957).

## Биография
В 1897—1903 годах учился по классу скрипки в Пражской консерватории у Яна Маржака и Отакара Шевчика, затем недолго работал в Берлинской филармонии, но из-за проблем со здоровьем покинул Берлин.
Свою деятельность как дирижёр начал в 1904 году в Одессе, работая концертмейстером в городском оперном театре. В 1905—1907 годах работал и преподавал в Тбилиси, в 1908—1912 годах возглавлял Словенский филармонический оркестр в Любляне, затем в 1912—1915 годах работал в Пльзене. В 1919—1931, 1934—1941 годах главный дирижёр Чешского филармонического оркестра. В 1931—1932 годах работал в Швеции.
В 1935 году назначен руководителем Национального театра в Праге. В 1945 году был вынужден покинуть пост по причине закрытия театра немцами во время Второй мировой войны. После окончания войны снова занял пост, но в 1947 году был уволен. Повторно занимал пост в 1948 году, но в этом же году был уволен. В 1946—1948 гг. возглавлял созданный им самим из студентов Пражской консерватории Чешский камерный оркестр. В 1949 году возглавил созданный им Словацкий филармонический оркестр в Братиславе (до 1952 года).
В 1957 году получил звание народного артиста ЧССР.
Занимался преподавательской деятельностью. Среди его учеников Чарльз Маккеррас, Карел Анчерл, Ладислав Словак, Милан Мунклингер, Ярослав Кромбхольц, Владимир Матей. Прославился интерпретациями чешских композиторов Антонина Дворжака, Бедржиха Сметаны, Йозефа Сука. Активно пропагандировал оперы Леоша Яначека. Большую популярность приобрела написанная Талихом оркестровая сюита (1937) на материале оперы Яначека «Приключения лисички-плутовки».

## Память
- Его именем назван струнный квартет («Талих-квартет», с 1964).
- В 2004-07 гг. на фирме «Супрафон» опубликована подборка аудиозаписей Талиха на 17 CD.
- Международный конкурс дирижёров имени Вацлава Талиха в Праге, Чехия.